# Santa María Urapicho
Santa María Urapicho är en ort i Mexiko.   Den ligger i kommunen Paracho och delstaten Michoacán de Ocampo, i den södra delen av landet, 300 km väster om huvudstaden Mexico City. Santa María Urapicho ligger 2 314 meter över havet och antalet invånare är 1 472.
Terrängen runt Santa María Urapicho är kuperad. Runt Santa María Urapicho är det ganska tätbefolkat, med 134 invånare per kvadratkilometer. Närmaste större samhälle är Paracho de Verduzco, 7,6 km sydost om Santa María Urapicho. I omgivningarna runt Santa María Urapicho växer huvudsakligen savannskog.